# Dibamus tiomanensis
Dibamus tiomanensis es una especie de escamosos de la familia Dibamidae.

## Distribución geográfica
Es endémica de la isla Tioman y la cercana isla Tulai, ambas en el archipiélago de Seribuat (Malasia Peninsular). Su rango altitudinal oscila alrededor de 20 m s. n. m..